# 阿拉蓬加
阿拉蓬加是巴西米纳斯吉拉斯州的一个市镇。总面积304.421平方公里，总人口8029人，人口密度26.4人/平方公里。